# Sam Greenwood (Pokerspieler)
Samuel „Sam“ Greenwood (* 11. Oktober 1988 in Toronto, Ontario) ist ein professioneller kanadischer Pokerspieler.
Greenwood hat sich mit Poker online über 17 Millionen US-Dollar sowie bei Live-Turnieren mehr als 34 Millionen US-Dollar erspielt und ist damit der dritterfolgreichste kanadische Pokerspieler nach Live-Turnierpreisgeldern. Er gewann 2015 ein Bracelet bei der World Series of Poker, 2017 das Main Event der partypoker Caribbean Poker Party und seit 2018 hochdotierte Titel beim Super High Roller der partypoker Millions, der European Poker Tour sowie des PokerStars Caribbean Adventures.

## Familie
Greenwoods eineiiger Zwillingsbruder Lucas sowie ihr älterer Bruder Max sind ebenfalls professionelle Pokerspieler. Greenwood lebt in Toronto.

## Pokerkarriere

### Online
Greenwood spielt seit Oktober 2006 Onlinepoker. Er nutzt die Nicknames Str8$$$Homey (PokerStars), DeanMalenko (partypoker) sowie AlfredDelia (GGPoker) und spielte als IfHeDiesHeDies auf Full Tilt Poker und als FlatTopTony bei 888poker. Darüber hinaus spielt er bei Natural8 unter seinem echten Namen. Greenwoods Turniergewinne liegen bei mehr als 17 Millionen US-Dollar, womit er zu den erfolgreichsten Spielern zählt. Davon erspielte er sich den Großteil auf Natural 8 (knapp 6,5 Millionen US-Dollar) sowie PokerStars (knapp 6 Millionen US-Dollar). Im September 2009 gewann er einen Titel bei der World Championship of Online Poker auf PokerStars. Im Mai 2013 gewann der Kanadier dort ein Event der Spring Championship of Online Poker mit einer Siegprämie von knapp 380.000 US-Dollar. Beim GGNetwork setzte er sich im Oktober 2019 beim Blade $25K mit einem Hauptpreis von rund 365.000 US-Dollar sowie im November 2020 bei einem Super High Roller durch, wofür er aufgrund eines Deals mit Matthias Eibinger knapp 550.000 US-Dollar erhielt.

### Live

#### Werdegang
Greenwood erzielte Mitte Oktober 2008 beim Main Event der World Poker Tour (WPT) in Niagara Falls seine erste Geldplatzierung bei einem Live-Turnier. Dort erreichte er den Finaltisch und erhielt für seinen achten Platz ein Preisgeld von umgerechnet knapp 80.000 US-Dollar. Im Juni 2010 war er erstmals bei der World Series of Poker (WSOP) im Rio All-Suite Hotel and Casino am Las Vegas Strip erfolgreich und kam bei zwei Turnieren der Variante No Limit Hold’em ins Geld, so belegte er u. a. den 665. Platz im Main Event. Mitte Dezember 2013 wurde Greenwood bei einem Turnier der Variante Pot Limit Omaha der European Poker Tour (EPT) in Prag hinter Vanessa Selbst Zweiter für rund 70.000 Euro. Anfang Januar 2015 belegte er den sechsten Platz beim Super High Roller des PokerStars Caribbean Adventures (PCA) auf den Bahamas für knapp 400.000 US-Dollar. Bei der WSOP 2015 gewann Greenwood ein Bracelet sowie eine Siegprämie von rund 320.000 US-Dollar. Mitte Dezember 2015 wurde er beim Super High Roller der EPT in Prag Zweiter hinter Steve O’Dwyer für ein Preisgeld von knapp 600.000 Euro. Ende Januar 2016 belegte er bei der A$100.000 Challenge der Aussie Millions Poker Championship in Melbourne den fünften Platz und sicherte sich damit rund 225.000 US-Dollar. Ende April 2016 beendete er das EPT Super High Roller in Monte-Carlo als Siebter für über 300.000 Euro Preisgeld. Ende August 2016 musste er sich beim EPT Super High Roller in Barcelona nur Fedor Holz geschlagen geben und erhielt für seinen zweiten Platz ein Preisgeld von mehr als 900.000 Euro. Im November 2017 gewann Greenwood das Main Event der partypoker Caribbean Poker Party in Punta Cana mit einer Siegprämie von einer Million US-Dollar. Die A$50.000 Challenge der Aussie Millions gewann er Ende Januar 2018 ebenfalls. Mitte März 2018 wurde er beim Super High Roller der Asia Pacific Poker Tour in Macau Dritter für umgerechnet rund 450.000 US-Dollar. Im April 2018 gewann Greenwood das €50k Super High Roller der partypoker Millions in Barcelona mit einer Siegprämie von einer Million Euro. Nachdem er nur wenige Tage später ebenfalls das High Roller der WPT in Amsterdam für rund 125.000 Euro gewonnen hatte, setzte er sich Ende April 2018 auch beim EPT Super High Roller in Monte-Carlo durch. Dafür erhielt Greenwood ein Preisgeld von 1,52 Millionen Euro und überschritt damit bei seinen Live-Turniergewinnen die Marke von 10 Millionen US-Dollar. Ende Juli 2018 belegte er beim Main Event der Triton Poker Series im südkoreanischen Jeju-do den vierten Platz und erhielt umgerechnet knapp 1,5 Millionen US-Dollar. Im Januar 2019 gewann Greenwood das PCA Super High Roller und sicherte sich eine Siegprämie von knapp 1,8 Millionen US-Dollar. Anfang März 2019 belegte er beim dritten Event der Triton Series in Jeju-do den zweiten Platz, der mit umgerechnet über einer Million US-Dollar bezahlt wurde. Ende April 2019 wurde Greenwood beim EPT Super High Roller in Monte-Carlo Dritter und erhielt rund 730.000 Euro. Zwei Wochen später erzielte er bei der Triton Series im montenegrinischen Budva drei Geldplatzierungen für Preisgelder von umgerechnet knapp 2 Millionen US-Dollar. Anfang August 2019 belegte Greenwood beim Main Event der Triton Series in London den fünften Platz und sicherte sich umgerechnet knapp 1,1 Millionen US-Dollar. Bei der EPT in Prag entschied er Mitte Dezember 2019 ein eintägiges High Roller mit einem Hauptpreis von knapp 400.000 Euro für sich. Ende Mai 2022 wurde der Kanadier bei einem 150.000 Euro teuren Event der Triton Series in Madrid mit Short Deck Vierter und erhielt 580.000 Euro. Im nordzyprischen Kyrenia erzielte er im September 2022 bei der Triton Series vier Geldplatzierungen, die ihm insbesondere aufgrund dreier Top-3-Platzierungen Preisgelder von knapp 2 Millionen US-Dollar einbrachten. Beim PCA gewann Greenwood Anfang Februar 2023 das PSPC Super High Roller und sicherte sich sein bislang höchstes Preisgeld von mehr als 3,2 Millionen US-Dollar. Mitte Mai 2023 wurde er beim Main Event der Triton Series in Kyrenia Zweiter und erhielt aufgrund eines Deals mit Jason Koon knapp 2 Millionen US-Dollar.

#### Preisgeldübersicht
Greenwood ist mit Live-Preisgeldern von über 34 Millionen US-Dollar nach Daniel Negreanu und Timothy Adams der dritterfolgreichste kanadische Pokerspieler.
| Jahr   | Preisgeld (in $) | Turniersiege |
| ------ | ---------------- | ------------ |
| 2008   | 77.447           | 0            |
| 2009   | 0                | 0            |
| 2010   | 24.230           | 0            |
| 2011   | 13.342           | 0            |
| 2012   | 63.350           | 0            |
| 2013   | 212.412          | 0            |
| 2014   | 92.094           | 0            |
| 2015   | 2.040.020        | 1            |
| 2016   | 2.029.026        | 2            |
| 2017   | 2.457.584        | 1            |
| 2018   | 5.747.463        | 4            |
| 2019   | 8.373.326        | 3            |
| 2020   | 1.403.908        | 0            |
| 2021   | 0                | 0            |
| 2022   | 4.154.905        | 2            |
| 2023   | 7.646.412        | 2            |
| gesamt | 34.335.519       | 15           |